# Acrobeles soosi
Acrobeles soosi is een rondwormensoort. De wetenschappelijke naam van de soort is voor het eerst geldig gepubliceerd in 1953 door Andrássy.